# La lunga notte del '43
La lunga notte del '43 è un film del 1960 diretto da Florestano Vancini.
Il soggetto è liberamente tratto dal racconto Una notte del '43 della raccolta Cinque storie ferraresi, libro con il quale Giorgio Bassani vinse il Premio Strega nel 1956.
Si tratta dell'esordio come regista per Vancini.
Il film è stato selezionato tra i 100 film italiani da salvare.

## Trama
In una Ferrara avvolta in un clima freddo, reso ancor più tetro dal fantasma di una guerra ormai persa, nel novembre del 1943 il dottor Pino Barilari, titolare dell'omonima farmacia presso la quale ha per anni lavorato prima che una malattia venerea lo consumasse riducendolo all'invalidità, dalla finestra della sua abitazione scruta la monotona vita cittadina, facendosi beffe di chiunque passi sotto il suo sguardo.

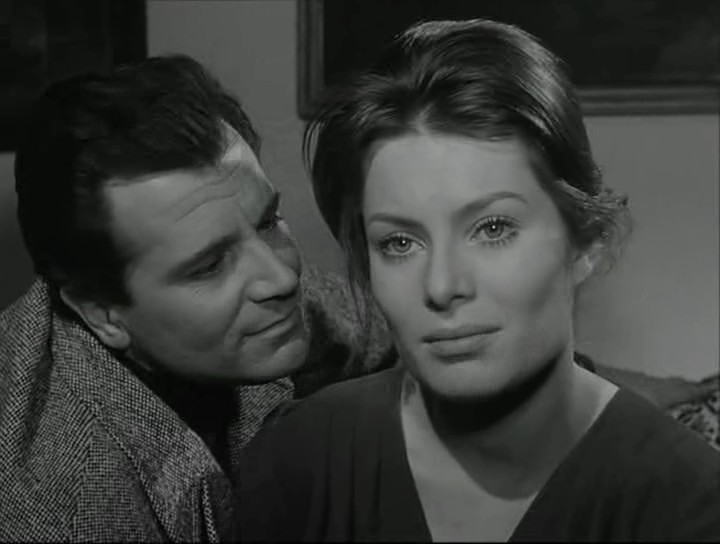
Franco Villani (Gabriele Ferzetti) e Anna Barilari (Belinda Lee)

La bella e giovane Anna, moglie di Barilari, incontra per caso Franco, suo spasimante prima dell'infelice matrimonio che la costringe ad una vita da reclusa. La fiamma tra i due si riaccende e Franco, scappato dopo l'8 settembre e costantemente a rischio di cadere nelle maglie del rastrellamento, pare sinceramente interessato alla conturbante Anna.
Sul corso principale di Ferrara, sotto gli occhi vigili di Barilari, si consuma una tragedia: l'inquietante e diabolico Carlo Aretusi, detto "Sciagura", ambisce a sostituire il federale fascista di Ferrara, console Mario Bolognesi, da lui ritenuto un imbelle burocrate. Attraverso un'imboscata ordita da Aretusi e portata a termine dal fido Vincenzi, Bolognesi viene eliminato.
Subito a Ferrara accorrono le squadre fasciste da altre città, inviate direttamente da Padova e da Verona, dove si sta svolgendo il congresso costitutivo del Partito Fascista Repubblicano (Congresso di Verona). Su indicazione di Aretusi vengono arrestati, come capri espiatori, alcuni antifascisti ferraresi e tra questi l'avvocato Villani, padre di Franco. Gli antifascisti vengono fucilati per rappresaglia, davanti al muretto del Castello Estense (Eccidio del Castello Estense) e sotto gli occhi di Barilari, affacciato come sempre alla finestra, che assiste impotente prima al massacro e poi al ritorno di Anna, reduce da una notte passata con Franco.

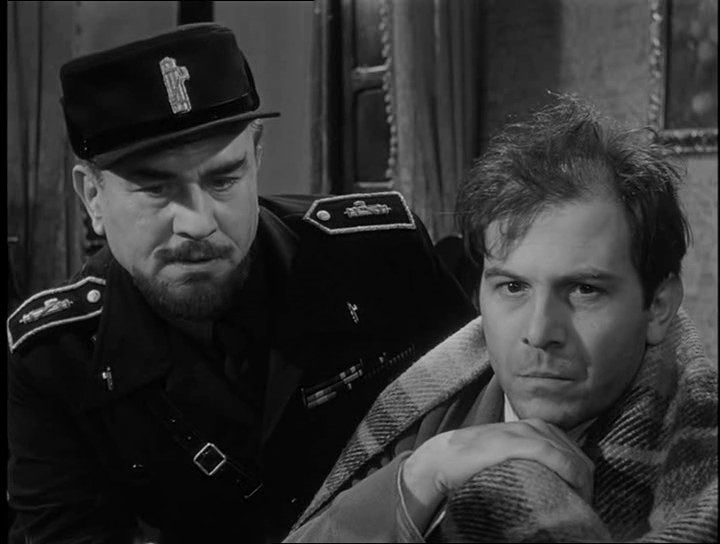
Carlo Aretusi (Gino Cervi) e Pino Barilari (Enrico Maria Salerno).

Franco viene contattato da antifascisti e da un prete per aiutarlo a prendere la strada della Svizzera. Anna, consapevole che Barilari ha visto tutto, gli chiede di denunciare l'accaduto, gridandogli in faccia il suo disprezzo e la sua felicità ritrovata nella nuova relazione; fugge poi dall'amante per raccontargli che il marito ha visto tutto e sa chi ha ordito la strage, ma Franco la tratta con freddezza e poi la scaccia.
Anna torna a casa sconvolta, giusto in tempo per scorgere che Aretusi ha fatto visita a suo marito. L'intento di "Sciagura" è di sapere se Barilari ha visto l'accaduto ma, forse per proteggere la moglie, l'ex farmacista nega. Anna, inconsapevole del drammatico colloquio fra i due, nota solo un cenno che Aretusi fa dalla strada a Barilari e, ritenendolo uno squallido gesto d'intesa, rifiuta di salire e cambia direzione. Solamente il farmacista che lavora con lei e che da sempre ne è segretamente innamorato tenta di dissuaderla dall'abbandonare la sua casa, ma ogni sforzo è inutile e la bella signora Barilari se ne va per sempre, sentendosi delusa da tutti e sconfitta.
Anni dopo Franco, fuggito e poi sposatosi all'estero, torna a Ferrara con la moglie e il figlio, con cui parla in italiano e in francese. I tre si siedono a un bar accanto al Castello Estense. Con la scusa di comprare un cachet, Franco si reca in farmacia. Al bancone chiede al farmacista notizie di Barilari, che è morto sin da prima della fine della guerra. Franco chiede anche della moglie di Barilari, ma il farmacista risponde che neppure sapeva fosse sposato. Tornato al tavolino del bar, Franco incontra casualmente Aretusi, proprio di fronte alla lapide che ricorda il sacrificio del padre. Davanti ai modi gentili dell'ex gerarca, risponde con altrettanta gentilezza, stringendogli la mano. Quando la moglie gli chiede chi fosse quell'anziano, Franco risponde che era "una specie di gerarca fascista", e poi aggiunge: "Un poveraccio. Non credo che abbia mai fatto niente di male".

## Censura
La Commissione di revisione rilasciò regolare nulla osta, limitando la visione ai maggiori di 16 anni:
Nel 1967 venne presentata una seconda edizione del film, che grazie all'eliminazione di alcune scene e battute di dialogo, poté ottenere un nuovo nulla osta per la programmazione senza limitazioni di età:

## Distribuzione
Il giorno 10 settembre 1960 venne inviato a tutte le prefetture della Repubblica Italiana un telegramma a cura del Ministero del turismo e dello spettacolo, con il quale veniva autorizzata la proiezione del film.

## Accoglienza
Opera prima di Vancini che risente della sua formazione neorealista intrisa però di quell'intimismo che verrà definito francese e che caratterizzerà il regista ferrarese, procurandogli accuse di riflusso che esploderanno anni dopo in quello che egli considererà il suo film più importante: Le stagioni del nostro amore.
La lunga notte del '43 anticipa il filone dei film denuncia/inchiesta degli anni sessanta e settanta del Novecento, di cui lo stesso Vancini sarà protagonista con La banda Casaroli, La violenza: quinto potere, Il delitto Matteotti, Bronte - Cronaca di un massacro che i libri di storia non hanno raccontato e con il televisivo La piovra 2.

## Critica
"Esordienti così preparati non possono che fare del bene al nostro cinema (...) La materia qui è rovente, ma il tratto asciutto e calcolatissimo (...) Quando non avesse altro, il film costituirebbe una salutare lezione di memoria per quanti (...) non vogliono darsi il disturbo di ricordare. Un finale amaro suggella bene il forte film."

## Riconoscimenti
- 1960 - XXI Mostra internazionale d'arte cinematografica di Venezia
  - premio Opera Prima
- 1961 - Nastro d'argento
  - Migliore attore non protagonista a Enrico Maria Salerno